# Euphorbia magnifica
Euphorbia magnifica là một loài thực vật có hoa trong họ Đại kích. Loài này được (E.A.Bruce) Bruyns mô tả khoa học đầu tiên năm 2006.

## Hình ảnh

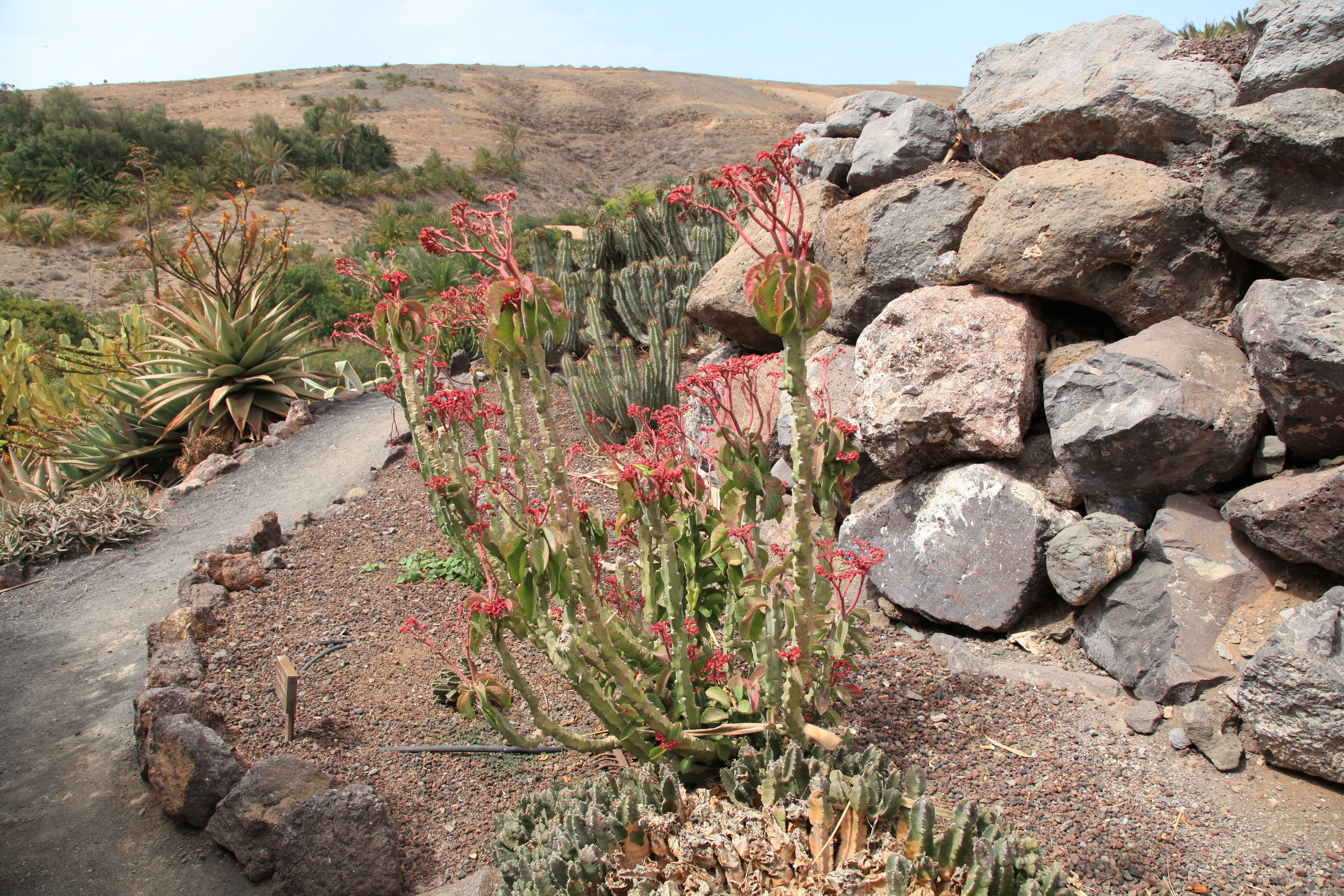
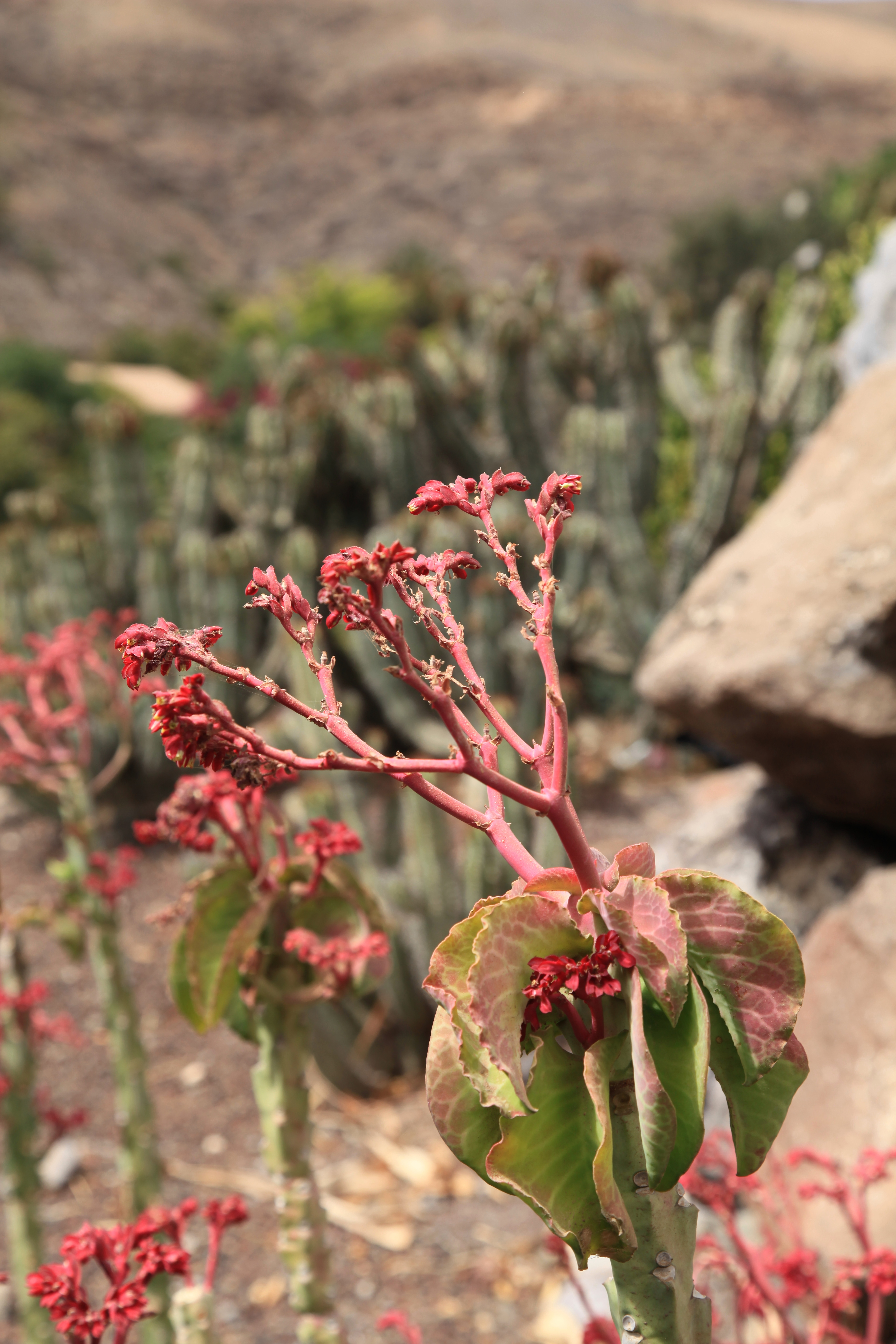